# 3203 Huth
3203 Huth је астероид главног астероидног појаса чија средња удаљеност од Сунца износи 2,322 астрономских јединица (АЈ).
Апсолутна магнитуда астероида је 13,9.